# 나가하마촌 (야마나시현)
나가하마촌(長浜村)은 야마나시현 미나미쓰루군에 있던 촌이다. 현재의 후지카와구치코정에 해당한다.

## 역사
- 1892년 7월 1일 - 니시노우미촌의 일부가 분립해 성립하였다.
- 1942년 7월 8일 - 니시노우미촌과 합병해 니시하마촌이 성립하여, 동일 나가하마촌은 폐지되었다.

## 참고문헌
- 角川日本地名大辞典 19 山梨県